# Polyphida clytoides
Polyphida clytoides là một loài bọ cánh cứng trong họ Cerambycidae.